# Onomastus nigricaudus
Onomastus nigricaudus är en spindelart som beskrevs av Simon 1900. Onomastus nigricaudus ingår i släktet Onomastus och familjen hoppspindlar. Inga underarter finns listade i Catalogue of Life.